# Брат (филм)
„Брат“ е руски игрален филм в жанрове екшън и криминална драма.
Четвъртият филм на режисьора Алексей Балабанов. Първата част от дилогията (продължение – „Брат 2“) за героя от 90-те години Данила Багров, чиято роля беше изиграна от Сергей Бодров-младши.
Филмът е включен в списъка на „100 основни руски филма според списанието на списание „Афиша“. Бодров и Балабанов получават Голямата награда на фестивала „Кинотавр“ (1997 г.) съответно за най-добър актьор и най-добър режисьор.

## Сюжет
Демобилизиран от армията, Данила Багров се завърна в родния си град. Но скучният живот на руската провинция не му допадна и той реши да замине за Петербург, където според слуховете по-големият му брат процъфтява от няколко години. Данила намери своя брат. Но всичко не беше толкова просто – братът беше наемен убиец.

## Актьорски състав
| Актьор               | Роля                                                       |
| -------------------- | ---------------------------------------------------------- |
| Сергей Бодров-младши | Данила Багров                                              |
| Виктор Сухоруков     | Виктор Багров (Татарин)                                    |
| Светлана Писмиченко  | Света                                                      |
| Мария Жукова         | Кет                                                        |
| Юрий Кузнецов        | Хофман (немец)                                             |
| Сергей Мурзин        | Кръглия                                                    |
| Татяна Захарова      | Майка на Данила и Виктор                                   |
| Ирина Рашкина        | Зинка                                                      |
| Андрей Федорцов      | Стьопа, режисьор по радиото                                |
| Игор Шибанов         | Николай, полицай                                           |
| Анатолий Журавльов   | нервен бандит                                              |
| Сергей Дебижев       | режисьор на видеоклип                                      |
| Алексей Севастиянов  | бандит от групировка на Кръглия                            |
| Ринат Ибрагимов      | Шиша, бандит                                               |
| Владимир Ермилов     | Павел Еграфович, съпруг на Света                           |
| Анатолий Горин       | съсед на Света                                             |
| Андрей Краско        | собственикът на апартамента, в който се заселили бандитите |
| Денис Кирилов        | пазарен рекет                                              |
| Виталий Матвеев      | дядо-алкохолик                                             |
| Василина Стрелникова | продавач на CD-диски                                       |
| Сергей Астахов       | шофьор на камион                                           |
| Артур Арутюнян       | кавказец в трамвай                                         |
| Сергей Исавнин       | трамвайни инспектор                                        |
| Юрий Макусински      | Чечен                                                      |
| Алексей Полуян       | Крот, бандит                                               |
| Владимир Лабецки     | Утюг, бандит                                               |
| Игор Лифанов         | бандит от групировка на Кръглия                            |
| Наталия Лвова        | продавачка, която изгони Данила от магазина                |

## Саундтрак
| 1.  | Во время дождя       | Наутилус Помпилиус | 3:49 |
| 2.  | Крылья               | Наутилус Помпилиус | 3:48 |
| 3.  | Нежный вампир        | Наутилус Помпилиус | 3:53 |
| 4.  | Три царя             | Наутилус Помпилиус | 4:25 |
| 5.  | Воздух               | Наутилус Помпилиус | 5:16 |
| 6.  | Люди на холме        | Наутилус Помпилиус | 5:09 |
| 7.  | Летучий фрегат       | Настя              | 3:21 |
| 8.  | Матерь богов         | Наутилус Помпилиус | 4:37 |
| 9.  | Хлоп-хлоп            | Наутилус Помпилиус | 4:00 |
| 10. | Даром                | Настя              | 3:51 |
| 11. | Чёрные птицы         | Наутилус Помпилиус | 3:26 |
| 12. | Зверь                | Наутилус Помпилиус | 6:59 |
| 13. | Люди на холме (демо) | Наутилус Помпилиус | 3:20 |

Саундтракът излиза след три години после излизането на филма – през 2000 година. Това се дължи на успеха на втория филм.